# Materialismo cultural
El materialismo cultural es un enfoque de investigación científico en antropología y sociología, que da prioridad a las condiciones materiales o infraestructurales en la explicación sobre las causas de las diferencias y similitudes socioculturales.

## Componentes de la cultura
Propone tres divisiones para los componentes de las culturas: infraestructura, estructura y superestructura.
La infraestructura corresponde a las prácticas de producción y reproducción y tendría prioridad causal sobre los otros dos sectores por estar más relacionada con la supervivencia y bienestar humanos. La estructura se compone de las características organizativas como las relaciones de parentesco y la política económica. La superestructura  se compone de los sectores ideológicos y simbólicos como la religión.

## Origen
El término fue introducido en la obra de Marvin Harris El desarrollo de la teoría antropológica en 1968. Harris consideraba que las escuelas antropológicas que surgieron a principios del siglo XX hasta la década de 1940 abandonaron la búsqueda de las causas y orígenes de las instituciones y daban una concepción de la cultura que exageraba los ingredientes irracionales e inescrutables de la vida humana. Ante eso propuso un enfoque basado en los trabajos de los antropólogos  Leslie White y Julian Steward y sus respectivas teorías de la evolución cultural y ecología cultural.
La palabra materialismo del materialismo cultural proviene del reconocimiento a la formulación de Karl Marx sobre la influencia de la producción y los procesos materiales en la vida social. Sin embargo el materialismo cultural rechaza la concepción dialéctica de la historia proveniente de Hegel y adaptada al materialismo por Marx: el materialismo dialéctico. Además añade la presión reproductiva y variables económicas a las condiciones materiales. La palabra cultural sirve para distinguir las causas materiales de los fenómenos socioculturales de otros materialismos orgánicos. Así el materialismo cultural se opone al reduccionismo biológico de las explicaciones raciales, sociobiológicas y etológicas sobre las diferencias y similitudes socioculturales.

## Principios epistemológicos
Estos principios se refieren al modo en que se obtiene el conocimiento. El materialismo cultural es una estrategia de investigación científica y como tal su meta es formular teorías explicativas que sean predictivas (o retrodictivas) , comprobables (o falsables), parsimoniosas, de amplio alcance e integrables dentro de un corpus teórico coherente y extensible. Esta visión deriva del positivismo lógico y del empirismo y tiene en cuenta las críticas hechas por Popper, Lakatos y Kuhn. Para Harris la razón de utilizar el método científico no es porque la ciencia garantice verdades absolutas libres de errores y prejuicios subjetivos, sino porque es el mejor sistema para reducir esos errores y prejuicios subjetivos.
El materialismo cultural añade unos principios específicos para el estudio de las culturas debido a que los humanos se estudian a sí mismos y es necesario «abordar la relación entre lo que las gentes dicen y piensan como sujetos y lo que dicen, piensan y hacen como objetos de la investigación científica». Así se proponen dos conjuntos de distinciones: entre sucesos mentales y conductuales; y entre los puntos de vista emic y etic. Los sucesos mentales serían el pensamiento  y los conductuales serían las acciones y movimientos corporales y los efectos que producen en el medio ambiente.
La razón para distinguir entre emic y etic es que los pensamientos y la conducta de los participantes pueden enfocarse desde dos perspectivas: la de los propios participantes y  la de los observadores científicos. En la perspectiva emic los observadores emplean conceptos y distinciones significativos y apropiados para los participantes; y en la etic conceptos y distinciones significativos y apropiados para los observadores. Ambas aproximaciones son necesarias para obtener una explicación de los aspectos mentales y del comportamiento humanos.

## Principios teóricos
Estos se refieren al problema de comprender las relaciones entre las partes de los sistemas socioculturales y la evolución de estas relaciones, partes y  sistemas. Los componentes de las culturas se dividen en tres categorías que tienen relaciones causales entre ellas:
- La «infraestructura» consta de los modos de producción y reproducción. El modo de producción comprende la tecnología y las prácticas empleadas en la producción de alimentos y energía, dadas las restricciones que impone el medio natural. Así, algunos componentes del modo de producción serían la tecnología de subsistencia, los ecosistemas y las pautas de trabajo. El modo de reproducción incluye las prácticas empleadas para expandir, limitar y mantener la población, fertilidad, natalidad, contracepción.
- La «estructura» incluiría la economía doméstica y la economía política. La economía doméstica comprende la organización de la producción, el intercambio y consumo en casas, apartamentos u otras unidades domésticas. Sus categorías asociadas son la estructura familiar, la división doméstica del trabajo, la enculturación, educación, los roles sexuales y de edad, las jerarquías domésticas, etc. La economía política es la organización de la producción, intercambio y consumo entre bandas, aldeas, jefaturas, estados u otras unidades políticas. Comprende categorías como la organización política (facciones, clubes, asociaciones, corporaciones,...), la división del trabajo, los tributos, las clases, castas, jerarquías urbanas o rurales, el control político-militar, la guerra.
- La «superestructura» está integrada por la conducta y pensamiento dedicados a actividades artísticas, lúdicas, rituales e intelectuales junto con todos los aspectos mentales y emic de la estructura e infraestructura de una cultura. Incluye conceptos como el arte, la música, la danza, literatura, publicidad, rituales, deportes, religión, ideología, tabúes.[11][12]

### Principio de primacía de la infraestructura
El principio teórico básico del materialismo cultural ha sido denominado principio del determinismo infraestructural, pero el calificativo de principio de la primacía de la infraestructura parece una expresión más afortunada, en vista del malentendido generalizado que pesa sobre la relación entre las actuaciones humanas y el determinismo que impera en la evolución sociocultural, y que se aborda más adelante. El principio de primacía de la infraestructura defiende que la probabilidad de que las innovaciones que surgen en el sector infraestructural sean preservadas y propagadas es tanto mayor cuanto más potencian la eficiencia de los procesos productivos y reproductivos que sustentan la salud y el bienestar y que satisfacen necesidades y pulsiones biopsicológicas básicas en el hombre.
Las innovaciones de tipo adaptativo (esto es, que incrementan la eficiencia de la producción y la reproducción) tienen grandes posibilidades de ser seleccionadas, incluso aunque se dé una incompatibilidad pronunciada (contradicción) entre ellas y aspectos preexistentes de los sectores estructural y supraestructural. Además, la resolución de cualquier incompatibilidad profunda entre una innovación infraestructural adaptativa y las características preexistentes de los demás sectores conllevará probablemente cambios sustanciales en estos sectores. En cambio, las innovaciones de tipo estructural o supraestructural serán probablemente desechadas si se produce una incompatibilidad profunda entre ellas y la infraestructura; es decir, si reducen la eficiencia de los procesos productivos y reproductivos que sustentan la salud y el bienestar y satisfacen necesidades y pulsiones biopsicológicas básicas en el hombre. 
Un corolario lógico del principio de primacía de la infraestructura es que, dada la presencia de complejos infraestructurales evolucionados en sociedades diferentes, cabe esperar una convergencia hacia relaciones estructurales y rasgos simbólico-ideacionales similares. Lo contrario también es cierto: diferentes infraestructuras conducen a estructuras distintas y a símbolos e ideas diferentes.

### Costos, ventajas y beneficiarios
Los costos y beneficios de las innovaciones pueden referirse a la salud y el bienestar del conjunto de una población o de determinados grupos, algunos de los cuales pueden tener intereses diversos y contradictorios en los efectos provocados por ciertas innovaciones. En presencia de grupos con intereses enfrentados, la selección o el rechazo de las innovaciones depende del poder relativo que cada grupo pueda ejercer en defensa de sus intereses. 

### Causalidad
La causalidad que suscribe el materialismo cultural se corresponde con lo que Skinner llamó selección en función de las consecuencias. Las innovaciones en los repertorios culturales proceden de muchas fuentes (algunas conscientes, otras inconscientes), y su contribución al bienestar y la salud es objeto de verificaciones continuas. Algunas son seleccionadas y se propagan de generación en generación; otras son descartadas y se eliminan. Como ocurre en los fenómenos de la selección natural y procesos análogos, ni el sistema del materialismo cultural ni sus agentes saben necesariamente hacia dónde se dirigen. 

### Evolución convergente y paralela
Los datos etnográficos, históricos y arqueológicos indican que los sistemas socioculturales humanos han conocido un alto grado de evolución paralela y convergente. Así, los paralelos y convergencias en la evolución de las economías políticas del Nuevo y el Viejo Mundo no pueden descartarse como si de efectos aleatorios y singulares se tratara (por ejemplo, los complejos que rodean a las élites gobernantes y que han evolucionado de modo autónomo, el uso de metales y minerales raros como objetos preciosos, el matrimonio entre hermanos, los dioses-reyes, la astronomía, las matemáticas, etc.). Asimismo, cientos de estudios basados en los Human Relations Area Files u otras importantes bases de datos comparativas demuestran inequívocamente la naturaleza no aleatoria de la selección sociocultural.

### Largo y corto plazo
Se acepta que, en general, el materialismo cultural es más eficaz en dar explicaciones para la evolución a largo plazo que a corto plazo. Eso ocurre porque el materialismo cultural, frecuentemente, considera situaciones de equilibrio entre la sociedad y el medio, como dicho equilibrio suele tardar cierto tiempo en establecerse a corto plazo es posible observar desviaciones importantes respecto a las predicciones. Por tanto, si bien la incertidumbre aumenta por fuerza en cuanto bajamos al nivel de los años y los días, el materialismo cultural puede explicar buena parte de los hechos que ocurren, aunque no en todos sus detalles.

## Ámbito de aplicación
El corpus del materialismo cultural es amplio e incluyen teorías sobre: evolución general; origen y evolución de los papeles sexuales y de género; origen de la guerra; relaciones de clases, castas y etnias; origen de las religiones; origen de las preferencias y evitaciones alimentarias; tendencias demográficas y modos de regulación de la población; orígenes de la agricultura; y orígenes de las jefaturas y el estado.

## Crítica
Las críticas, tanto a los principios del materialismo cultural como a teorías concretas, han sido abundantes y a muchas de ellas respondió  Marvin Harris.
- Desde el marxismo estructural  Jonathan Friedman tachó a esta estrategia de «materialismo vulgar», una clase de materialismo simplificador que «concibe las formas sociales como meros epifenómenos de tecnologías y ambientes».[14] Harris respondió a esta y otras críticas parecidas indicando que las culturas son sistemas y como tales producen complejas retroalimentaciones e interacciones entre sus componentes; por lo tanto no es posible prescindir de los componentes simbólicos y además estos pueden ser estimulantes del cambio social.[15]

- Los posmodernos rechazan el materialismo cultural al considerar que el uso que este hace del método científico condiciona la complejidad de una sociedad en términos de sus condiciones demográficas y tecnológicas.[16] En este sentido, sostienen que la ciencia no se acerca más «a la verdad que a otras "lecturas" de un mundo incognoscible e indeterminable».[17]

- El antropólogo James Lett señala que la epistemología del materialismo cultural no es verdaderamente materialista ya que cosas materiales e inmateriales no pueden tener relaciones causales. Lett cita a O'Meare que sostiene que entidades supraindividuales no pueden tener eficacia causal al no ser entidades físicas, y aunque existan correlaciones entre sucesos esto no es indicativo de relaciones causales.[18] Harris había respondido a O'Meare argumentando que las entidades abstractas en las ciencias empíricas como la infraestructura son entidades materiales reales mientras se construyan sobre una base material indentificable mediante operaciones lógico-empíricas.[19] Lett opina que las teorías de Harris serán superadas por la psicología evolucionista que aplica con más consistencia el materialismo y la epistemología de la ciencia.[18]

- El sociólogo Stephen K. Sanderson rechaza algunas de las teorías de Harris sobre cuestiones como el incesto, origen de la guerra en sociedades preestatales o acerca de las diferencias de natalidad entre distintas sociedades. Para Sanderson estos fenómenos se explican mejor desde la sociobiología y propone una nueva estrategia de investigación que solucionaría las carencias del materialismo cultural, e incluiría la sociobiología a la que ha llamado Teoría del conflicto darwiniano.[20]